# Psoralen sintaza
Psoralen sintaza (EC 1.14.13.102, CYP71AJ1) je enzim sa sistematskim imenom (+)-marmesin,NADPH:kiseonik oksidoreduktaza. Ovaj enzim katalizuje sledeću hemijsku reakciju
(+)-marmesin + NADPH + H+ + O2 {\displaystyle \rightleftharpoons } psoralen + NADP+ + aceton + 2H2O
Ovaj mikrozomalni citohrom P450-zavisni enzim je specifičan za (+)-marmezin, i u znatno manjoj meri za 5-hidroksimarmein, kao supstrat.

## Literatura
- Nicholas C. Price; Lewis Stevens (1999). Fundamentals of Enzymology: The Cell and Molecular Biology of Catalytic Proteins (Third изд.). USA: Oxford University Press. ISBN 019850229X.
- Eric J. Toone (2006). Advances in Enzymology and Related Areas of Molecular Biology, Protein Evolution (Volume 75 изд.). Wiley-Interscience. ISBN 0471205036.
- Branden C; Tooze J. Introduction to Protein Structure. New York, NY: Garland Publishing. ISBN 0-8153-2305-0.
- Irwin H. Segel. Enzyme Kinetics: Behavior and Analysis of Rapid Equilibrium and Steady-State Enzyme Systems (Book 44 изд.). Wiley Classics Library. ISBN 0471303097.

## Spoljašnje veze
- Psoralen+synthase на 